# Бадиков, Виктор Владимирович
Ви́ктор Влади́мирович Ба́диков (15 августа 1939, Бузулук — 23 апреля 2008, Актау) — советский и казахстанский критик и литературовед. Доктор филологических наук, профессор, член Союза писателей Республики Казахстан (1989) и Казахского ПЕН-клуба (1997), входил в редколлегию многих литературных журналов.

## Биография
Окончил филологический факультет Казахского университета (1962) и аспирантуру при нем (1966). Преподавал в Казахском сельскохозяйственном институте (1964-74), был визитинг-профессором в вузах Польши (1981-83). С 1974 — в Казахском педагогическом институте им. Абая.
Преподаватель истории и теории литературы в КазНПУ им. Абая и на курсах для начинающих писателей «Мастер-класс» при общественном фонде «Мусагет».
Автор ряда критических работ, посвящённых социальной роли писателя, а также книги стихотворений «Есть беспокойство», изданной посмертно вдовой и учениками Виктора Бадикова.
Его заслуги были отмечены почетным званием советских времен «Ветеран труда», нагрудным знаком «За заслуги в развитии науки РК» 2001 г, медалью Международного Клуба Абая за лучшую работу в номинации «Критика и литературоведение» в 2007 г.
Погиб в автомобильной катастрофе 23 апреля 2008 года.